# Hnat Domenichelli
Hnat A. Domenichelli (né le 17 février 1976 à Edmonton dans la province de l'Alberta au Canada) est un joueur canadien de hockey sur glace naturalisé suisse.

## Carrière
Sorti de la Ligue de hockey de l'Ouest où il évolua pour les Blazers de Kamloops avec qui il prend part à deux tournoi de la coupe Memorial, coupe remise à la meilleure équipe de la Ligue canadienne de hockey. Il remporte la coupe en 1994-95 après avoir été réclamé lors du repêchage d'entrée dans la LNH en 1994 par les défunts Whalers de Hartford qui font de lui leur quatrième choix, le 83e au total lors de cette cuvée.
Il termina sa carrière  junior en 1996 après avoir participé au championnat du monde junior de hockey sur glace de 1994 pour l'équipe du Canada avec qui il y remporta la médaille d'or.Il fait ses premiers pas dans la Ligue nationale de hockey la saison suivante prenant part à 13 rencontres avec les Whalers et 39 autres avec leur club-école, les Falcons de Springfield de la Ligue américaine de hockey avant d'être échangé aux Flames de Calgary. Il passe les quatre saisons suivantes avec les Flames avant de passer durant la saison 1999-2000 aux Thrashers d'Atlanta où il connait ses meilleurs saisons dans la LNH au niveau des points récolté.
En 2001-2002, les Thrashers l'envoi au Wild du Minnesota où il termine la saison. Il ne prend part qu'à un seul match dans la LNH  la saison suivante, jouant le reste avec l'équipe-école du Wild, les Aeros de Houston.
Il rejoint l'Europe en 2003, signant un contrat avec le HC Ambrì-Piotta, en LNA. En 2008, il signe pour l'autre club tessinois, le HC Lugano. Naturalisé suisse en mars 2009, il peut ainsi participer aux Jeux olympiques d'hiver de 2010 avec l'équipe de Suisse,.

## Statistiques
| Saison     | Équipe                 | Ligue      |     | Saison régulière | Saison régulière | Saison régulière | Saison régulière | Saison régulière |    | Séries éliminatoires | Séries éliminatoires | Séries éliminatoires | Séries éliminatoires | Séries éliminatoires |
| Saison     | Équipe                 | Ligue      | PJ  | B                | A                | Pts              | Pun              | PJ               | B  | A                    | Pts                  | Pun                  |                      |                      |
| 1992-1993  | Blazers de Kamloops    | LHOu       | 45  | 12               | 8                | 20               | 15               | 11               | 1  | 1                    | 2                    | 2                    |                      |                      |
| 1993-1994  | Blazers de Kamloops    | LHOu       | 69  | 27               | 40               | 67               | 31               | 19               | 10 | 12                   | 22                   | 0                    |                      |                      |
| 1994-1995  | Blazers de Kamloops    | LHOu       | 72  | 52               | 62               | 114              | 34               | 19               | 9  | 9                    | 18                   | 9                    |                      |                      |
| 1995-1996  | Blazers de Kamloops    | LHOu       | 62  | 59               | 89               | 148              | 37               | 16               | 7  | 9                    | 16                   | 29                   |                      |                      |
| 1996-1997  | Whalers de Hartford    | LNH        | 13  | 2                | 1                | 3                | 7                | -                | -  | -                    | -                    | -                    |                      |                      |
| 1996-1997  | Flames de Calgary      | LNH        | 10  | 1                | 2                | 3                | 2                | -                | -  | -                    | -                    | -                    |                      |                      |
| 1996-1997  | Falcons de Springfield | LAH        | 39  | 24               | 24               | 48               | 12               | -                | -  | -                    | -                    | -                    |                      |                      |
| 1996-1997  | Flames de Saint-Jean   | LAH        | 1   | 1                | 1                | 2                | 0                | 5                | 5  | 0                    | 5                    | 2                    |                      |                      |
| 1997-1998  | Flames de Calgary      | LNH        | 31  | 9                | 7                | 16               | 6                | -                | -  | -                    | -                    | -                    |                      |                      |
| 1997-1998  | Flames de Saint-Jean   | LAH        | 48  | 33               | 13               | 46               | 24               | 19               | 7  | 8                    | 15                   | 14                   |                      |                      |
| 1998-1999  | Flames de Calgary      | LNH        | 23  | 5                | 5                | 10               | 11               | -                | -  | -                    | -                    | -                    |                      |                      |
| 1998-1999  | Flames de Saint-Jean   | LAH        | 51  | 25               | 21               | 46               | 26               | 7                | 4  | 4                    | 8                    | 2                    |                      |                      |
| 1999-2000  | Flames de Calgary      | LNH        | 32  | 5                | 9                | 14               | 12               | -                | -  | -                    | -                    | -                    |                      |                      |
| 1999-2000  | Thrashers d'Atlanta    | LNH        | 27  | 6                | 9                | 15               | 4                | -                | -  | -                    | -                    | -                    |                      |                      |
| 1999-2000  | Flames de Saint-John   | LAH        | 12  | 6                | 7                | 13               | 8                | -                | -  | -                    | -                    | -                    |                      |                      |
| 2000-2001  | Thrashers d'Atlanta    | LNH        | 63  | 15               | 12               | 27               | 18               | -                | -  | -                    | -                    | -                    |                      |                      |
| 2001-2002  | Thrashers d'Atlanta    | LNH        | 40  | 8                | 11               | 19               | 34               | -                | -  | -                    | -                    | -                    |                      |                      |
| 2001-2002  | Wild du Minnesota      | LNH        | 27  | 1                | 5                | 6                | 10               | -                | -  | -                    | -                    | -                    |                      |                      |
| 2002-2003  | Wild du Minnesota      | LNH        | 1   | 0                | 0                | 0                | 0                | -                | -  | -                    | -                    | -                    |                      |                      |
| 2002-2003  | Aeros de Houston       | LAH        | 62  | 29               | 34               | 63               | 58               | 23               | 6  | 8                    | 14                   | 8                    |                      |                      |
| 2003-2004  | HC Ambrì-Piotta        | LNA        | 42  | 27               | 32               | 59               | 84               | 7                | 2  | 2                    | 4                    | 10                   |                      |                      |
| 2004-2005  | HC Ambrì-Piotta        | LNA        | 41  | 23               | 35               | 58               | 30               | 1                | 1  | 0                    | 1                    | 25                   |                      |                      |
| 2005-2006  | HC Ambrì-Piotta        | LNA        | 44  | 35               | 24               | 59               | 18               | 7                | 4  | 6                    | 10                   | 10                   |                      |                      |
| 2005-2006  | ZSC Lions              | LNA        | -   | -                | -                | -                | -                | 4                | 2  | 6                    | 8                    | 0                    |                      |                      |
| 2006-2007  | HC Ambrì-Piotta        | LNA        | 44  | 21               | 31               | 52               | 50               | 7                | 4  | 8                    | 12                   | 2                    |                      |                      |
| 2006-2007  | HC Bâle                | LNA        | -   | -                | -                | -                | -                | 6                | 2  | 6                    | 8                    | 6                    |                      |                      |
| 2007-2008  | HC Ambrì-Piotta        | LNA        | 26  | 18               | 22               | 40               | 22               | -                | -  | -                    | -                    | -                    |                      |                      |
| 2008-2009  | HC Lugano              | LNA        | 40  | 21               | 19               | 40               | 8                | -                | -  | -                    | -                    | -                    |                      |                      |
| 2009-2010  | HC Lugano              | LNA        | 50  | 27               | 35               | 62               | 16               | 4                | 0  | 1                    | 1                    | 0                    |                      |                      |
| 2010-2011  | HC Lugano              | LNA        | 48  | 16               | 27               | 43               | 16               | 4                | 3  | 1                    | 4                    | 0                    |                      |                      |
| 2011-2012  | HC Lugano              | LNA        | 48  | 14               | 19               | 33               | 18               | 6                | 0  | 4                    | 4                    | 0                    |                      |                      |
| 2012-2013  | HC Lugano              | LNA        | 17  | 6                | 4                | 10               | 8                | 7                | 3  | 3                    | 6                    | 2                    |                      |                      |
| 2013-2014  | HC Lugano              | LNA        | 10  | 3                | 4                | 7                | 0                | -                | -  | -                    | -                    | -                    |                      |                      |
| 2013-2014  | CP Berne               | LNA        | 32  | 9                | 8                | 17               | 12               | 6                | 3  | 2                    | 5                    | 4                    |                      |                      |
| Totaux LNH | Totaux LNH             | Totaux LNH | 267 | 52               | 61               | 113              | 104              | 0                | 0  | 0                    | 0                    | 0                    |                      |                      |
| Totaux LNA | Totaux LNA             | Totaux LNA | 400 | 208              | 249              | 457              | 270              | 53               | 21 | 37                   | 58                   | 55                   |                      |                      |

| Année | Équipe              | Compétition                  |   | PJ | B | A | Pts | Pun           |  | Résultat |
| 1994  | Blazers de Kamloops | Memorial                     | 4 | 2  | 2 | 4 | 4   | Vainqueur     |  |          |
| 1995  | Blazers de Kamloops | Memorial                     | 4 | 2  | 1 | 3 | 2   | Vainqueur     |  |          |
| 1996  | Canada -20 ans      | Championnat du monde -20 ans | 6 | 2  | 3 | 5 | 6   | Médaille d'or |  |          |
| 2003  | Canada              | Coupe Spengler               | 4 | 3  | 4 | 7 | 0   | Vainqueur     |  |          |
| 2004  | Canada              | Coupe Spengler               | 4 | 1  | 0 | 1 | 0   | 3e place      |  |          |
| 2005  | Canada              | Coupe Spengler               | 5 | 0  | 5 | 5 | 4   | Finaliste     |  |          |
| 2008  | Canada              | Coupe Spengler               | 4 | 1  | 1 | 2 | 2   | Finaliste     |  |          |
| 2010  | Suisse              | Jeux olympiques              | 5 | 1  | 2 | 3 | 4   | 8e place      |  |          |

### Honneurs et trophées
- Ligue de hockey de l'Ouest
  - Vainqueur de la Coupe Memorial en 1995.
  - Membre de la deuxième équipe d'étoiles en 1995.
  - Membre de la première équipe d'étoiles en 1996.
- Ligue canadienne de hockey
  - Membre de la première équipe d'étoiles en 1996.
  - Nommé le  joueur ayant le meilleur esprit sportif en 1996.
- Championnat du monde junior de hockey sur glace 
  - Vainqueur de la médaille d'or avec le Canada en 1995.
- Coupe Spengler
  - Vainqueur en 2003 avec le Canada
  - Finaliste en 2005 et 2008 avec le Canada

### Transactions en carrière
- Repêchage 1994 : réclamé par les Whalers de Hartford (4e choix de l'équipe, 83e au total).
- 5 mars 1997 : échangé par les Whalers avec Glen Featherstone et le choix de deuxième ronde des Devils du New Jersey au repêchage de 1997 (acquis précédemment, les Flames y sélectionnèrent Dimitri Kokorev) et du choix de troisième ronde des Canucks de Vancouver au repêchage de 1998 (acquis précédemment, les Flames y sélectionnèrent Paul Manning) au Flames de Calgary en retour de Steve Chiasson et du choix de troisième ronde de l'Avalanche du Colorado au repêchage de 1997 (acquis précédemment, la Caroline y sélectionnèrent Francis Lessard).
- 11 février 2000 : échangé par les Flames aux Thrashers d'Atlanta avec Dmitri Vlasenkov en retour de Darryl Shannon et Jason Botterill.
- 22 janvier 2002 : échangé par les Thrashers aux Wild du Minnesota en retour de Andy Sutton.
- 15 septembre 2003 : signe à titre d'agent libre avec le HC Ambrì-Piotta de la LNA.
- 10 mars 2005 : prêté par le HC Ambrì-Piotta au HC Bâle.